# Lengenwang
Lengenwang è un comune tedesco di 1 359 abitanti, situato nel land della Baviera.